# Пречно
Пречно је насељено место у саставу Града Иванић Града, у Загребачкој жупанији, Хрватска.

## Становништво
| Националност       | 1991.        |
| Хрвати             | 136 (95,77%) |
| Срби               | 0            |
| Југословени        | 0            |
| остали и непознато | 6 (4,22%)    |
| Укупно             | 142          |